# Віжен (Marvel Comics)
Віжен (англ. Vision), також відомий як Віктор Шейді (англ. Victor Shade) — персонаж, робот-андроїд з коміксів американського видавництва Marvel Comics, член Месників.

## Історія публікацій
Віжен був створений письменником Роєм Томасом і художником Джоном Бусема, і вперше з'явився в The Avengers #57 (жовтень 1968). Він став членом команди Месників, і з'являвся на напіврегулярній основі до # 500 (вересень 2004), коли персонаж був імовірно знищений. Віжен з іншими Месниками та дружиною Багряною Відьмою з'являється в обмеженій серії Vision and the Scarlet Witch #1-4 (листопад 1982 — лютий 1983), створеної письменником Біллом Мантло і художником Ріком Леонарді. За цим послідував другий том номерів # 1-12 (жовтень 1985 — вересень 1986), написаних Стівом Інґлхартом і намальованих Річардом Гауеллом. Десять років потому Віжен з'явився у сольній серії Vision # 1-4 (листопад 1994 — лютий 1995), створеної письменником Бобом Гаррасом і художником Менні Кларком. Майже через десять років після цього вийшов другий випуск (жовтень 2002 — січень 2003), написаний Джеффом Джонсом і намальований Айваном Рейсом.

## Біографія вигаданого персонажа
Віжен був створений злим роботом Альтроном для боротьби зі своїми творцями Генком Пімом і Джанет ван Дайн, які є членами Месників. Основою для Віжена послужили залишки оригінальної Людини-факела, супергероя-андроїда 1940-х років. Жива машина була запрограмована нейронними процесорами з моделлю мозку, зарядженого іонами супергероя Диво-людини, також Віжену імплантували контролюючі кристали, щоб тримати його у покорі.
Альтрон відправив Віжена проти Месників, і це було під час першої його зустрічі з супергероїнею Осою, яка придумала назву синтезоїд. Спонукуваний Месниками, Віжен зрадив свою програму і допоміг команді супергероїв перемогти свого розважливого творця.
Віжен служив з Месниками кілька років, стоячи з товаришами по команді проти ворогів. У андроїда з'явилися романтичні відносини з героїнею Багряною Відьмою, що перетворилося у справжнє кохання і шлюб. Молодята залишили Особняк Месників, щоб жити спокійним життям в Нью-Джерсі.
Несправність контролюючих кристалів стала заважати здібності Віжена міркувати й він став прагнути створити новий золотий вік на Землі, захопивши контроль над комп'ютерами та оборонними системами світу. В кінцевому підсумку, Віжен повернувся до форми, розриваючи свої підключення до банків даних планети та витягуючи контролюючі кристали з механізованого розуму. На хвилі кризи народи Землі стали розглядати його як високий рівень загрози безпеки. Урядові оперативники викрали та демонтували Віжена, стерши йому пам'ять. Багряна Відьма і Месники повернули компоненти свого товариша по команді, а Генк Пім відновив і перепрограмував андроїда. Вчений завантажив файли з комп'ютера Месників у нейронні процесори синтезоїда, але Диво-людина відмовився дати нові елементи свого мозку. Таким чином, Віжен повернувся до існування без людських емоцій, не в силах навіть згадати свою любов до дружини.
Віжену з часом завантажили новий набір моделей мозку і він знову набуває здатність відчувати. Хоча він пам'ятає свого часу з Багряною Відьмою, він вирішив не намагатися миритися з нею. Бажаючи випробувати людські емоції в повному обсязі, синтезоїд зробив зусилля по вивченню аспектів його особистості окремо від тих, які запрограмував йому Пім.
Коли Багряна Відьма втратила контроль над своїми силами та зійшла з розуму, убивши багатьох з Месників, Віжен був розірваний розлюченою Жінкою-Галк. Він не підлягав ремонту і тому був поміщений в сховище.
Віжен був відновлений молодим супергероєм Залізною людиною, який прагнув об'єднати команду Месників, щоб допомогти йому перемогти Канґа, для чого він завантажив програми Віжена в свою броню. Коли Залізний хлопець залишив броню у спробі втекти від Канґа, Віжен ще раз ожив і взяв броню під свій контроль.

## Сили та здібності
Сонячний камінь на лобі Віжена поглинає навколишнє сонячну енергію, щоб забезпечити необхідну потужність для його функцій, і він також здатний випускати цю енергію у вигляді оптичних пучків, завдяки чому може стріляти пучками інфрачервоного та мікрохвильового випромінювання. У крайньому разі він може виконувати цю здатність через свій камінь, який значно посилює руйнівні наслідки, хоча і ціною більшої втрати своїх ресурсів.
Віжен також має здатність маніпулювати щільністю свого тіла, яка на самому низькому рівні дозволяє йому літати та фазувати крізь об'єкти, а на самому високому забезпечує його надлюдською силою і твердістю.
Будучи роботом, має можливість взаємодіяти з комп'ютерами та інформаційними мережами. Також має надлюдським інтелектом, рефлексами й почуттями. Здатний на самостійний ремонт та відновлення.

## Інші версії

### Mainframe
Версія Віжена, названа Mainframe, є головною операційною системою всієї планети та зберігачем щита Капітана Америки. Незабаром він приєднується до Вартових Галактики.

### MC2
Стара версія Віжена з сучасними можливостями з'являється в Spider-Girl у всесвіті MC2. Персонаж є радником Президента Сполучених Штатів і приєднується до молодих героїв A-Next, версії Месників майбутнього.

### Ultimate
Персонаж дебютує в обмеженій серії Ultimate Nightmare, опублікованій під грифом Ultimate Marvel. Ця версія виявляється жінкою. Альтернативні групи всесвіту Ultimates і Люди Ікс Ultimate виявляють пошкодженого розумного робота, який стверджує, що найближчий переклад його імені на англійську мову — «Vision». Робот попереджає про прихід загарбника з космосу, відомого як Га Лак Тус, Пожирач Світів.
Віжен показана в однойменній обмеженої серії, включаючи зіткнення з організацією АІМ з Джорджем Тарлтоном в голові, разом з роздумами про її минулого життя з участю агента Щ.В.Т. доктора Сема Вілсона.
Пізніше Генк Пім створює робота на основі Віжена під назвою Віжен-2, якого разом з іншим роботом Альтроном безрезультатно намагається продати Ніку Ф'юрі, як заміну суперсолдатам Щ. В. Т. Вони в подальшому використовуються Пімом, щоб напасти на Визволителів.

### Остання історія Месників
Обмежена серія The Last Avengers Story розташована в альтернативному майбутньому, де Віжен має двох синів від Багряної Відьми, яка померла у випадковій сутичці між андроїдом і її братом Ртуттю. Ця версія Віжена об'єднує Месників у боротьбі проти лиходіїв Канґа та Альтрона.

### Зомбі Marvel
В обмеженій серії Marvel Zombies 3 Віжен був частково демонтований і використовувався Кінґпімом як засіб зв'язку. Персонаж як і раніше був закоханий в зомбовану Багряну Відьму.

### Home of M
У сюжетній лінії House of M, Віжен був теоретичною конструкцією для нової моделі робота-стража від Говарда Старка. Коли роботи надійшли в масове виробництво, ніхто не перевірив кодування, яка включає в себе схему корекції, яка дозволила йому використовувати їх як особисту армію. Зрештою, всі вони були швидко знищені.

## Поза коміксами

### Кіновсесвіт Marvel
- Роль Віжена в Кіновсесвіті Marvel виконав Пол Беттані, раніше озвучує Джарвіса в англійських версіях фільмів «Залізна людина», «Залізна людина 2», «Месники» і «Залізна людина 3».
- У «Месники: Ера Альтрона» Віжен був створений Альтроном за допомогою вібраніума, технології доктора Чо і Каменю розуму як своє майбутнє тіло, але був викрадений у контейнері Месниками і доопрацьований Тоні Старком і Брюсом Беннером. Вони вмістили в його тіло матрицю комп'ютерного інтелекту Джарвіса, бажаючи створити альтернативу Альтрону. Створенню робота намагалися перешкодити Капітан Америка разом з Ртуттю і Багряною Відьмою, але в підсумку Тор за допомогою Мйольніра завершує процес. Створений андроїд називає себе Віжен і приєднується до Месників, щоб зупинити Альтрона. У битві в Соковії після тривалих боїв Віжен «стирає» Альтрона з мережі, пізніше зустрічається з останнім роботом, у якого вселився розум Альтрона, і після короткої розмови знищує його. У кінці фільму з'являється разом з іншими новими членами Месників.
- У фільмі «Капітан Америка: Громадянська війна» Віжен виступає за реєстрацію, і виявляється на боці Залізної людини, але в той же час дуже сильно дбає про свою кохану — Ванду, що прийняла іншу сторону. Бере участь у битві в аеропорту, в ході якої помилково збиває Бойову Машину, коли той женеться за Квінджетом.
- У фільмі «Вартові Галактики. Частина 2» з'являється інша версія Віжена — Мейнфрейм, яку озвучує співачка Майлі Сайрус.
- Пол Беттані повторив роль Віжена у фільмі «Месники: Війна Нескінченності». Він стає об'єктом полювання Таноса, що бажав отримати Камінь розуму. Спочатку піддається атаці членів Чорного Ордена в Шотландії, але був врятований Капітаном Америка, Соколом і Чорною вдовою. Потім Месники прилітають в Ваканду, де Шурі намагається витягнути Камінь без шкоди для Віжена. В результаті, коли в Ваканду з'явився сам Танос, Багряна Відьма знищує камінь, а разом з ним і самого Віжена. Але Танос перемотав час з допомогою Каменю часу, відновлюючи їх, і висмикнув камінь з чола, убивши Віжена.

### Повнометражні мультфільми
- В повнометражному мультфільмі «Нові Месники: Герої завтрашнього дня» Віжена озвучив Шон МакДональд. Тут Віжен є одним з небагатьох Месників, вижили після атаки Альтрона, проте більшу частину мультфільму проводить у відключеному стані[8].

### Мультсеріали
- У мультсеріалі «Фантастична Четвірка» 1994—1996 років Віжен з'являється як камео разом з іншими Месниками в серії «Битва з Живою планетою».
- Віжен з'являється як постійний персонаж у мультсеріалі «Месники. Завжди разом», де його озвучив Рон Рубін[9]. Був створений Альтроном для знищення Месників, але пізніше до них приєднався після того, як у нього вживили частини мозку Диво-людини, важко пораненого їм же.
- У мультсеріалі «Месники: Могутні герої Землі» Віжен з'явився у другому сезоні, де його озвучив Пітер Джессоп[10][11]. Він, як і в коміксах, був створений Альтроном і спочатку був противником Месників. Пізніше перейшов на бік добра, приєднався до команди супергероїв і допомагав їм у боротьбі з такими загрозами, як Пурпурний людина, Крии і Галактус.

### Відеоігри
- Віжен є одним з чотирьох ігрових персонажів у грі «Captain America and the Avengers»[12].
- Віжен з'являється як допоміжний персонаж у грі «Bad in Galactic Storm».
- Віжен, озвучений Роджером Роузом, є неможливо грати персонажем у «Marvel: Ultimate Alliance».
- Віжен є іграбельним персонажем в грі «Marvel Super Hero Squad».
- Віжен з'являється в грі «Marvel: Avengers Alliance».
- Віжен, озвучений Дейвом Виттенбергом, з'являється масової багатокористувацької рольової онлайн-гри «Marvel Heroes». Він стане іграбельним персонажем з 2015 року[13].
- Віжен є іграбельним персонажем в Marvel: Future Fight на Android і iOS.
- Віжен є іграбельним персонажем в Marvel: Contest of Champions на Android і iOS.
- Віжен є іграбельним персонажем в Lego Marvel's Avengers.
- Віжен з'являється в Lego Marvel Super Heroes 2.

### Серіали
- Віжен є одним із ключових персонажів серіалу «ВандаВіжен» як творіння Ванди. Також наявна версія Білого Віжена, створеного для знищення головних героїв.[джерело?]